# روبرت بريغز (لاعب كرة قدم أمريكية)
روبرت بريغز (بالإنجليزية: Robert Briggs)‏ هو لاعب كرة قدم أمريكية أمريكي، ولد في 12 يناير 1941 في أماريلو في الولايات المتحدة.